# EXOS
Os satélites EXOS foram um conjunto de quatro satélites científicos japonês lançados entre 1978 e 1989 por meio de foguetes Mu a partir o Centro Espacial de Kagoshima e dedicados à investigação da magnetosfera e a ionosfera terrestres e aos fenômenos que que ocorrem nelas, como as auroras polares e as tempestades geomagnéticas. Todos os satélites tiveram sucesso em sua missão

## Histórico de lançamentos
| Data                    | Rampa de lanzamento          | Carga            | Resultado | Notas                                    |
| ----------------------- | ---------------------------- | ---------------- | --------- | ---------------------------------------- |
| 4 de fevereiro de 1978  | Centro Espacial de Kagoshima | EXOS A (Kyokko)  | Êxito     | Primeiro lançamento de um satélite EXOS. |
| 16 de setembro de 1978  | Centro Espacial de Kagoshima | EXOS B (Jikiken) | Êxito     |                                          |
| 14 de fevereiro de 1984 | Centro Espacial de Kagoshima | EXOS C (Ohzora)  | Êxito     |                                          |
| 21 de fevereiro de 1989 | Centro Espacial de Kagoshima | EXOS D (Akebono) | Êxito     | Último lançamento de um satélite EXOS.   |